# Achyrolimonia decemmaculata
Achyrolimonia decemmaculata is een tweevleugelige uit de familie steltmuggen (Limoniidae). De soort komt voor in het Palearctisch gebied.